# Nattramn (musiker)
Nattramn är en svensk musiker och författare. Han är mest känd för att ha varit sångare i Silencer, ett band inom genren depressive suicidal black metal.
Mycket lite är känt om Nattramns verkliga identitet, då han har valt att leva i anonymitet. Spekulationer gör gällande att han föddes 1975 eller 1977. Det förekommer dock fotografier på Nattramn, där hans ansikte och händer är täckta av blodiga bandage.

## Biografi
Bandet Silencer grundades 1995 som ett soloprojekt av gitarristen och basisten Leere, pseudonym för Andreas Casado. En tid senare blev Nattramn sångare i bandet och 1998 släpptes demon Death – Pierce Me. Tre år senare, 2001, släpptes fullängdsalbumet Death – Pierce Me, vars texter handlar om döden, misantropi, psykisk sjukdom samt självmord. När Nattramn lade på sina sångpartier vid inspelningen av albumet, skall han ha skurit sig i händer och handleder för att få fram särskilt intensivt gälla skrik.
Efter flera års uppehåll startade Nattramn dark ambient-projektet Diagnose: Lebensgefahr och utgav albumet Transformalin 2007. Nattramn har även publicerat en bok, Grishjärta (2011).

## Diskografi

### Trencadis
- 1996 – Ödelagt

### Silencer
- 1998 – Death – Pierce Me (demo)
- 2001 – Death – Pierce Me

### Diagnose: Lebensgefahr
- 2007 – Transformalin